# Саришка (присілок)
Сари́шка (рос. Сарышка, башк. Сырышҡы) — присілок у складі Бєлорєцького району Башкортостану, Росія. Входить до складу Зігазинської сільської ради.
Населення — 1 особа (2010; 6 в 2002).
Національний склад:
- башкири — 100%